# 2011年7月

## 7月1日
- 摩納哥親王阿爾貝二世與夏琳·維德士托於摩納哥親王宮舉行婚禮。[1][2]
- 美国曼哈顿地方法院法官同意释放因涉嫌性侵犯被捕的多米尼克·斯特劳斯-卡恩。[3]
- 歐洲聯盟（EU）與南韓所簽署的自由貿易協定（FTA）正式生效。南韓是歐盟在亞洲第一個簽屬FTA的國家，5年內兩邊的多種進口商品會逐漸撤除關稅，估計除了省下關稅之外，每年亦會大幅增加百億歐元以上的雙邊貿易額度。[4][5]

## 7月2日
- 由巴林国王哈马德倡议、旨在消除社会各阶层矛盾的巴林全国对话会议开幕。[6]
- 法國當局登載一起「法國大腸桿菌疫情」的首起致死案例，此病婦所感染的桿菌病株與先前在德國造成48死，並在美國及瑞典各造成1死的大腸桿菌疫情病株不盡相同。[7]
- 捷克选手佩特拉·科维托娃获得2011年温布尔登网球锦标赛女子单打比赛的冠军。[8]
- 塞尔维亚和科索沃首次达成几项协议。这是科索沃自2008年单方面宣布独立以来，双方首次达成突破性协议。[9]

## 7月3日
- 塞尔维亚选手诺瓦克·德约科维奇获得2011年温布尔登网球锦标赛男子单打比赛的冠军。[10]
- 为泰党在泰国国会下议院选举中获得过半数议席，该党总理候选人英拉·西那瓦将成为泰国首位女总理。[11]

## 7月4日
- 泰國選舉委員會計票結束後表示，流亡的前總理塔克辛·欽那瓦的胞妹英拉·西那瓦领导的反對陣營為泰黨獲得500席眾議院中的265席多數，而即將卸任的現任總理阿披实·威差奇瓦所領導的民主黨只取得159席。泰國軍方保持沉默並接受此選舉結果。同日英拉·西那瓦宣布組成由為泰黨主導的5黨聯合政府。[12][13]

- 菲律賓兩個親美組織，「美菲民主社會游擊軍」（PHIL-GODS）和「國際反共、反恐義勇軍組織」（IMPACT）約20名成員，同日在美國大使館前接連焚燒兩面五星旗，並遞交一份請願書，協請美國政府協助菲律賓對抗中國的欺凌。[14]

- 美國有線電視新聞網（CNN）網站「公民記者」專區於6月底票選，將「皮蛋」視為最噁心食物後，中國網友「群情激憤」地為皮蛋「申冤」，並且於新浪網上紛紛參與起「最『噁心』的西方食物」之線上投票。[15][16]

- 英國科學雜誌「自然地球科學」（Nature Geoscience）電子版，同日刊登日本東京大學等研究團隊發現，太平洋廣大範圍的海底泥中藏有大量的稀土礦，其蘊藏量約八百至一千億噸，是陸地稀土的八百甚至一千倍。[17]

- 加拿大安大略省尼加拉郡地區爆發「稜狀芽孢桿菌」疫情，爆發疫情的3間醫院分別是大尼加拉總醫院（Greater Niagara General Hospital），計4人死亡。聖凱瑟琳總醫院（St. Catharines GeneralHospital），計10人死亡。威蘭醫院（Welland Hospital），計2人死亡。當地民眾對當地醫療體系的反應過慢，預計走上街頭抗議示威。抗議人士表示，稜狀芽孢桿菌疫情爆發，是「尼加拉醫療系統」管理不善的最新例證。[18]

## 7月5日
- 经济合作与发展组织（OECD）今天發佈的寬頻報告顯示，目前無線寬頻覆蓋率在OECD成員國前五名排名分別是：南韓89.9%、芬蘭的84.8%、瑞典的82.9%、挪威的79.9%、日本的76.7%。[19]
- 穆迪投資者服務公司將葡萄牙長期政府公債評級從Baa1下砍至Ba2，也就是垃圾等級。[20][21]
- 世界贸易组织裁定中国限制原材料出口违规。[22]

## 7月6日
- 国际奥委会主席雅克·罗格在南非德班举行的第123届国际奥委会全会上宣布韩国平昌郡获得2018年冬季奥林匹克运动会举办权。[23]

## 7月7日
- 新闻集团董事长鲁伯特·默多克宣布关闭暴发一系列窃听丑闻的旗下英国报纸《世界新闻报》。[24]
- 《哈利·波特》系列电影的终结篇《哈利·波特与死亡圣器（下）》在伦敦的特拉法加广场举行了全球首映。[25]

## 7月8日
- 美国宇航局的亚特兰蒂斯号航天飞机当地时间11点29分在佛罗里达州的肯尼迪航天中心发射升空，这也是美国航天飞机最后一次执行飞行任务。[26]
- 刚果（金）运输部发表声明说，当天基桑加尼国际机场附近发生的空难事故已导致127人死亡，但有51人在这次空难中生还。[27]
- 国际货币基金组织宣布，该组织执行董事会完成了对希腊提供第五批救助贷款的审查，批准立即向希腊拨付相当于29亿欧元特别提款权的救助贷款。[28]

## 7月9日
- 南苏丹共和国宣布正式独立。[29][30]
- 瑞典卡洛林斯卡大學醫院為一名患氣管癌末期的非洲裔男性，使用病患自身的幹細胞培育出人造細管並植入體內。這是全球首例成功幹細胞人造氣管移植手術。[31][32]
- 馬來西亞政府在淨選盟舉行的要求改革選舉制度的集會中逮捕了1400多人。[33]

## 7月13日
- 受旗下英国报纸《世界新闻报》电话窃听丑闻影响的新闻集团因不堪忍受英国政界的政治压力，宣布放弃对英国天空广播的收购。[34]

## 7月14日
- 第65届联合国大会以鼓掌方式一致通过决议，接纳南苏丹共和国为联合国第193个会员国。[35]

## 7月15日
- 利比亚问题联络小组第四次会议在土耳其伊斯坦布尔举行，会上承认利比亚反对派“全国过渡委员会”为利比亚人民的合法代表。[36]
- 微軟全球年度學生軟體創意競賽「2011年微軟潛能創意盃」（微軟潛能創意盃）紐約世界大賽總決賽成績揭曉，由臺灣清大與台北科技大學學生團隊勇奪嵌入式系統組冠軍及數位創作組第 3名，創下臺灣連續兩年拿下嵌入式系統冠軍紀錄。[37]
- 「越南網」（www.vietnamnet.vn）報導，越南20知名人士向其國內相關部會提出適切建議，須向民眾公開有關中、越兩國關係真實訊息，以表達越南輿論對東海（南海）主權爭端問題的深切關心。[38]
- 國際捕鯨委員會（IWC）第63次年會今天在英國澤西島閉幕，以日本、冰島為首主張捕殺鯨魚的團體代表中途離會，阻礙投票表決，以持續反對在南大西洋設立鯨魚保護聖地的議案。而此設立鯨魚保護區的議案則是由巴西、阿根廷和拉丁美洲國家組成的「布宜諾斯艾利斯團體」所提出。[39]
- 晶片系統軟體供應商LSI公司宣布，針對硬碟產品市場、可整合到系統單晶片（system-on-a-chip, SoC）的讀取通道晶片已進入量產，這款晶片專為支援筆記型電腦、桌上型電腦及企業硬碟市場所設計，可使硬碟OEM廠商實現更高磁錄密度；2.5英吋硬碟磁碟容量可達 500GB，突破業界最高容量，而3.5英寸硬碟磁碟容量則可達到1TB。[40]

## 7月16日
- 南韓巨濟島的三星重工業公司（三星重工）造船廠，與殼牌石油公司公開全球第一座浮動式液化天然氣平台的興建計畫。這座巨型平台重達60萬公噸，相當於美國最大航空母艦的6倍重。此平台預計停泊在澳洲外海，由於可移動，有若全球最大的「船隻」。[41]
- 美国航空航天局黎明号太空探测器进入围绕灶神星运转的轨道，成为首个围绕小行星带小行星运转的太空探测器。[42]

## 7月17日
- 美國國會為債務上限協商陷入膠著，連帶影響國會議事效率。《華盛頓時報》指出，到6月底為止，參議院僅通過28項法案，是《國會紀錄》（Congressional Record）65年來表現最差的一次。[43]
- 日本队在德国法兰克福商业银行竞技场举行的2011年女子世界杯足球赛决赛中击败美国队，获得冠军。[44]
- 北爱尔兰选手达伦·克拉克获得在英格兰皇家圣乔治高尔夫俱尔部举行的2011年英国高尔夫球公开赛的冠军。[45]

## 7月18日
- 梵蒂冈与马来西亚正式建交。[46]

## 7月19日
- 华纳兄弟影业公司发行的哈利波特系列电影最后一部在首映首周的全球票房约为4.8亿美元，创造了新的首映首周票房纪录。[47]
- 美國東部時間凌晨2時28分，亞特蘭提斯號離開國際太空站，結束12年太空站興建與維修計畫，預計21日返回地球。至此美國發展40載之太空梭計劃將劃下句點。[48][49]
- 第九次中德人权对话在贵州省贵阳市举行。[50]

## 7月20日
- 越南《青年報》報導當地預防衛生局資料顯示，手足口症疫情日益蔓延，今年患者數達2萬人，較去年同期增1倍。目前56人死亡。[51]
- 菲律賓海外記者會發布給所有會員媒體的通稿說，菲律賓數名眾議員組成的「南沙群島主權宣示團」，於中業島登陸，並舉行了升旗典禮，且高呼中業島為菲律賓領土。中國駐菲律賓大使劉建超去電致菲律賓外交部，對眾議員此行，表達「嚴重關切」。[52][53]
- 韓國首架自行研發的小型飛機KC-100在慶尚南道泗川市的一個空軍基地完成試飛，韓國成為第28個自行研發生產民用飛機的國家。[54]
- 在印度尼西亚巴厘岛举行的落实《南海各方行为宣言》高官会就落实《宣言》指针案文达成一致，并就今后工作达成一系列重要共识，为推动落实《宣言》进程、推进南海务实合作铺平了道路。臺灣外交部表示，臺灣與東協各會員國雙邊互動良好，將透過二軌等不同管道持續瞭解情勢發展。[55][56]
- 联合国发表声明说，非洲之角埃塞俄比亚、肯尼亚、索马里等国1000多万人受到严重干旱影响，索马里巴科勒州和下谢贝利州进入饥荒状态。[57][58]
- 被联合国前南斯拉夫问题国际刑事法庭通缉的最后一名在逃战犯、克罗地亚前塞尔维亚族领导人戈兰·哈季奇在塞尔维亚被逮捕。[59]

## 7月21日
- 阿特兰蒂斯号航天飞机于美国东部时间5时58分在肯尼迪航天中心安全着陆。美国为期30年的航天飞机项目正式结束。[60]
- 欧盟召开的希腊债务特别峰会推出了第二套拯救该国的方案。该方案首次包括了金融界参与拯救希腊的内容。[61]

## 7月22日
- 挪威首都奥斯陆和于特岛先后发生两起爆炸和枪击事件，造成至少91人死亡。[62]

## 7月23日
- 厦门远华走私案首要疑犯赖昌星在逃亡近12年后，被加拿大执法部门遣返回中国。[63]
- 北京南至福州的D301次列车行驶至温州市双屿路段时，与杭州开往福州南的D3115次列车发生追尾事故，车厢脱轨并从高架桥坠落。事故造成35死210伤。[64]

## 7月24日
- 澳大利亚选手卡德尔·埃文斯获得2011年环法自行车赛总冠军，成为首个获得环法自行车赛的澳大利亚人。[65]

## 7月25日
- 越南第十三届国会第一次会议选举张晋创为越南新一届国家主席。[66]

## 7月27日
- 科学家在《自然》杂志上发文证实，美国航空航天局广域红外巡天探测器在2010年10月发现的小行星2010 TK7为首颗获确认的地球的特洛伊小行星。[67]

## 7月28日
- 奥良塔·乌马拉在秘鲁首都利马正式宣誓就任秘鲁总统。[68]
- 韩亚航空公司一架由首尔仁川国际机场飞往上海浦东国际机场的波音747货机在济州岛附近海面坠毁，造成2人死亡。[69]
- 利比亚反对派武装国民解放军总司令阿卜杜·法塔赫·尤尼斯在前往班加西的途中遭遇袭击身亡。[70]

## 7月29日
- 美国国会参议院否决了众议院刚刚通过的由共和党领袖、众议长博纳提出的提高美国债务上限和削减赤字的法案，两党在债务上限问题上仍在激烈博弈。[71]
- 强热带风暴洛坦在中国海南省文昌市龙楼镇登陆，造成至少2人死亡。此前，该热带气旋掠过菲律宾，造成至少52人死亡，27人失踪。[72][73]

## 7月30日
- 加勒比航空公司的一架波音737客机在圭亚那一个机场降落时冲出跑道断裂为两截，所幸无人死亡。[74]
- U2乐队最后一场360°巡回演唱会在加拿大蒙克顿结束，该演唱会总共巡演110场，成为历史上现场观众最多和票房最高的巡回演唱会。[75]

## 7月31日
- 中国新疆维吾尔自治区喀什市连续两天发生2起暴力袭击事件，造成至少19人死亡。[76]
- 台湾选手曾雅妮在英国安格斯举行的2011年英国女子公开赛中获得冠军，从而成为历史上最年轻的5个高尔夫球大满贯得主。[77]
- 叙利亚政府军对发生反政府示威的哈马等城市发动军事行动，造成至少164人死亡。[78]